# Ericeia elongata
Ericeia elongata là một loài bướm đêm trong họ Erebidae.